# Bear-Gletscher (Alaska)
Der Bear-Gletscher ist ein Gletscher im Süden der Kenai-Halbinsel in Alaska. Er liegt im Kenai-Fjords-Nationalpark.
Der Bear-Gletscher wird vom Harding Icefield, einem großen Gletschergebiet in den Kenai Mountains, genährt und mündet 24 km südlich von Seward an deren Übergang zum Golf von Alaska in die Resurrection Bay.
Zwischen den 1950er- und 1990er-Jahren hat sich der Gletscher jährlich um durchschnittlich 0,75 m zurückgezogen.